# Laurent Gutierrez
Laurent Gutierrez est un historien de l'éducation français, professeur en sciences de l'éducation à l'Université Paris-Nanterre, né le 29 janvier 1976.

## Publications
Les travaux de Laurent Gutierrez portent sur l'histoire du mouvement de l'éducation nouvelle et des réformes de l'enseignement en France au cours du XXe siècle.
- Roger Cousinet, un philosophe à l'épreuve de la pédagogie, textes choisis et présentés par Dominique Ottavi et Laurent Gutierrez, Lyon, Institut national de recherche pédagogique, 2007.
- Histoires d'éducation nouvelle, dossier coordonné par Laurent Gutierrez, Paris, Société d'économie sociale, 2007.
- Précurseurs et témoins d'un enseignement personnalisé et communautaire, par Pierre Faure, préface par Jean-Marie Diem, présentation par Anne-Marie Audic, postface par Laurent Gutierrez, Paris, Éditions Don Bosco, 2008.
- Paul Langevin et la réforme de l'enseignement, actes du séminaire tenu à l'ESPCI Paris du 15 janvier au 14 mai 2009, ouvrage dirigé par Laurent Gutierrez et Catherine Kounelis, Grenoble, Presses universitaires de Grenoble, 2010.
- L'éducation nouvelle : histoire d'une réalité militante, coordination par Laurent Gutierrez, Nancy, Société Binet-Simon, 2011.
- Histoire du mouvement de l'éducation nouvelle, dossier coordonné par Laurent Gutierrez, Amiens, Université de Picardie Jules-Verne, 2011.
- Une méthode de travail libre par groupes, par Roger Cousinet, présentation par Laurent Gutierrez, ouvrage publié en partenariat avec les Centres d'Entraînement aux Méthodes d'Education Active, Paris, Éditions Fabert, 2011.
- Réformer l'école : l'apport de l'Éducation nouvelle (1930-1970), ouvrage dirigé par Laurent Gutierrez, Laurent Besse et Antoine Prost, Grenoble, Presses universitaires de Grenoble, 2012[5], 2014.
- Éduquer au patriotisme par l'illustration, l'apport de Lucien Métivet, recueil de dessins commentés parus dans la revue scolaire L'École et la Vie entre le 15 septembre 1917 et le 19 octobre 1918, sous la direction de Laurent Gutierrez, préface de Jean-François Chanet, Neuilly-sur-Seine, Arts négatifs, 2014[6].
- Observer et orienter l'enfant, numéro thématique coordonné par Laurent Gutierrez, Caen, Université de Caen-Normandie, 2015.
- Le Plan Langevin-Wallon : histoire et actualité d'une réforme de l'enseignement, sous la direction de Laurent Gutierrez et Pierre Kahn, Nancy, Éditions de l'université de Lorraine, 2016[7].
- Henri Piéron : (1881-1964) : psychologie, orientation et éducation, actes du colloque international du 27 et 28 novembre 2014 à l'Institut national d'étude du travail et de l'orientation, professionnelle à Paris, organisé par le Groupe de recherche et d'étude sur l'histoire du travail et de l'orientation et le Centre de recherche sur le travail et le développement, sous la direction de Laurent Gutierrez, Jérôme Martin et Régis Ouvrier-Bonnaz, Toulouse, Octarès éditions, 2016[8].
- Le collège unique : éclairages socio-historiques sur la loi du 11 juillet 1975, sous la direction de Laurent Gutierrez et Patricia Legris, préface d'Antoine Prost, Rennes, Presses universitaires de Rennes, 2018[9],[10].
- Sur les traces du passé de l'éducation : patrimoines et territoires de la recherche en éducation dans l'espace français, sous la direction de Jean-François Condette et Marguerite Figeac-Monthus, Pessac, Maison des Sciences de l’Homme d’Aquitaine, 2019.
- Place et rôle des femmes au sein du mouvement de l'Education nouvelle en Europe au XXe siècle, coordination par Laurent Gutierrez, Lille, Revue Spirale, 2021.
- Formation, transformations des savoirs scolaires : histoires croisées des disciplines, XIXe-XXe siècles, dirigé par Pierre Kahn et Youenn Michel, publié par le Centre d'études et de recherche en sciences de l'éducation de l'Université de Caen Normandie, Caen, Presses universitaires de Caen, 2021.
- Crise(s) en éducation et en formation, avec Sébastien-Akira Alix, postface de Pierre Kahn, L’Harmattan, Pédagogie, 2022.  (ISBN 978-2-343-24394-8)

## Interventions
- Histoire du futur, avec Natacha Vas-Deyres et Laurent Gutierrez, La Fabrique de l'Histoire, France Culture, 4 septembre 2013. [lire en ligne]
- Les pédagogies alternatives: quand l'école ne suit pas la règle [vidéo] Disponible sur Dailymotion, sur Public Sénat, 2017.
- Dimitri Pavlenko avec Laurent Gutierrez et Franck Riester, Europe 1, 2 septembre 2022. [lire en ligne]
- Héritage romain, massification de l'enseignement, rôle des parents : l'histoire de l'école, Europe 1, 2 septembre 2022. [lire en ligne]
- Pourquoi le CUIP est-il à l'initiative de cette rencontre? [vidéo] « Disponible », sur YouTube, 24 septembre 2022.
- CUIP - Colloque 2023, avec Laurent Gutierrez, 30 juin 2023. [lire en ligne]
- Institutrices, directrices, inspectrices. Les femmes à l'école de la Troisième République, France Culture, 2 novembre 2023. [lire en ligne]